# Юрьев, Зиновий Юрьевич
Зино́вий Ю́рьевич Ю́рьев (настоящие имя и фамилия За́лман Ю́дович Гри́нман; 1 июля 1925, Чашники — 22 июня 2020, Москва) — советский и российский писатель-фантаст и сценарист, сатирик. Лауреат премии «Аэлита» (1982).

## Биография
Родился в селе Чашники, в семье Юды Залмановича (Юрия Соломоновича) Гринмана (1896—1953?), уроженца Слободки, участника Великой Отечественной войны (рядового), и Анны Моисеевны (Хавы Мовшевны) Гринман (урождённой Розенфельд, 1900—1985). С середины 1920-х годов жил с родителями в Витебске, после окончания НЭПа, семья переехала в Москву (1929); проживали Варсонофьевском переулке, дом № 1.
В начале войны был с родителями эвакуирован из Москвы в Омск. В октябре 1942 года пошёл добровольцем на фронт, служил в 16-й гвардейской воздушно-десантной бригаде, младший лейтенант интендантской службы (демобилизован в 1946 году). После демобилизации, в 1950 году, окончил Московский институт иностранных языков и много лет преподавал английский язык в средней школе и техникуме.

## Творчество
Зиновий Юрьев — автор научно-фантастических произведений. Произведения 1960—1980-х годов носят антикапиталистический памфлетный характер. Это, прежде всего, романы «Белое снадобье» (1973) и «Полная переделка» (1979), повести «Финансист на четвереньках» (1964) и «Люди и слепки» (1973). В этих произведениях описывается безнравственное использование достижений науки и техники в условиях капиталистического общества. Показана связь между финансово-промышленной элитой и организованной преступностью.
Роман «Быстрые сны» (1977) посвящён проблеме контакта с внеземными цивилизациями. Произведение имеет антирелигиозную направленность, в нём показана отрицательная роль религии, претендующей на избавление человека от неизбежных проблем современности. В романе «Дарю вам память» (1980) описывает вымирающих от скуки сверхразумных инопланетян. Только эмоции и воспоминания простых людей возвращают им страсть к жизни.
В ряде повестей Зиновий Юрьев использует фантастические сюжеты для борьбы с встречающимися в советских учреждениях недостатками, такими, например, как бездушие и карьеризм. К таким произведениям, где основной акцент делается на моральных проблемах межличностных отношений, относятся прежде всего повести «Чёрный Яша» (1978, известен в двух вариантах, с противоположными финалами) и «Тонкий голосок безымянного цветка» (1985). В уже «перестроечном» романе «Дальние родственники» (1991) осуждаются безразличие и невнимание по отношению к старикам со стороны молодого поколения.
В ряде произведений Зиновия Юрьева действие происходит на иных планетах. В эпоху «перестройки» Зиновий Юрьев выступил против идей социализма. В романе «Бета семь при ближайшем рассмотрении» (1990) описано существующее на далёкой планете общество роботов, возглавляемое единым центром — электронным мозгом. Автор иносказательно рисует генезис тоталитаризма, во многом похожего на советский строй, с культом личности и всепроникающим контролем над членами общества, а также процессы формирования диссидентского движения.
В 2000-х годах после долгого перерыва Зиновий Юрьев вернулся к писательской деятельности. В романах «Брат мой, ящер» (2008), «Чужое тело» (2011) писатель критически осмысливает современную российскую действительность. С 1952 года Зиновий Юрьев являлся сотрудником редакции журнала «Крокодил», где он регулярно печатал сатирические и памфлетные произведения, критикующие общество капитализма, а также, в меру дозволенного, и недостатки советской системы.
Член СП СССР с 1974 года. Участник всесоюзной ассоциации писателей в поддержку перестройки «Апрель».

## Семья
- Жена — Елена Михайловна Кореневская (урождённая Арнольдова; 10 сентября 1926 — 19 июня 2017), журналист-международник[8], работала в агентстве печати «Новости», в 1989—2001 годах возглавляла ежемесячный журнал на английском языке «Путеводитель по России» "Inside Russia Guide"[9]. Её отец — Михаил Осипович Арнольдов (настоящая фамилия Кешель; 1901, Одесса — 1 сентября 1938, Коммунарка, расстрелян) — участник Гражданской войны, выпускник Военно-воздушной академии имени Н. Е. Жуковского, лётчик, который первым в СССР начал осваивать слепые полёты[10], с 1935 года — директор концессионного русско-германского общества воздушных сообщений «Дерулюфт»[11][12]. Мать — Нехама (Нэма) Наумовна Рабинович (1903, Золотоноша — 1989, Ленинград), репрессирована как член семьи изменника Родины, вернулась из лагеря инвалидом.
  - Сыновья — Михаил (1959—2019), предприниматель и политический деятель; Юрий (род. 1961), с 1998 года проживает в Нью-Джерси (США), работает в здравоохранении.

## Награды
Зиновий Юрьев — лауреат премии «Аэлита» (1982) и премии «Большой Роскон» (2007).

## Работа в кино
Зиновий Юрьев — автор оригинальных киносценариев и адаптаций ряда своих литературных произведений для кинематографа.
- 1972 — «Пятьдесят на пятьдесят» (детектив)
- 1976 — «72 градуса ниже нуля» (приключения)
- 1983 — «Такая жестокая игра — хоккей» (драма)
- 1989 — «Идеальное преступление» (фантастический боевик по роману «Полная переделка»).